# Зграда у Ул. Светозара Марковића 40 у Нишу
Зграда у Ул. Светозара Марковића 40 је објекат који се налази у Нишу. Саграђена је у периоду од 1927. до 1929. године и представља непокретно културно добро као споменик културе Србије.

## Опште информације
Изграђена је у времену од 1927. до 1929. године као породична зграда породице Узуновић (из које потиче Никола Узуновић, бивши председник Владе Краљевине Југославије и министар у више ресора). Налази се у улици Светозара Марковића бр. 40 на катастарској парцели 1083 КО Ниш „Бубањ“.
Грађена је као дворишни објекат са повлачењем по ширини саме дворишне парцеле у односу на улицу. Слободна је са трију страна, док се њена задња фасадна површина належе на суседни објекат. У саставу овог приземног објекта, разуђене основе, све просторије се групишу око средишњег пространог хола, повезаног преко директног спољњег улаза са монументалним улазним тремом. Улазну партију карактерише низ упрошћених дорских стубова, знатнијих димензија, са завршним монументално изведеним просторним тимпанонима. Целу грађевину по њеном обиму карактерише обло изведена основна линија горњег подкровног венца са рељефно фино обрађеним полукружним волутама у низу.
Уписана је у регистар Завода за заштиту споменика културе Ниш 1987. године.